# Attestation de formation professionnelle
Pour les articles homonymes, voir AFP (homonymie).
L'attestation de formation professionnelle (AFP) est un diplôme couronnant une formation professionnelle en Suisse.

## Formation
La formation professionnelle,se déroule sur 2 ans dans une école professionnelle ou en entreprise  et est destinée aux candidats à l'apprentissage qui ne peuvent directement viser l'obtention d'un certificat fédéral de capacité.